# Maël Corboz
Maël Corboz (* 6. September 1994 in Mobile, Alabama) ist ein US-amerikanischer Fußballspieler. Der zentrale Mittelfeldspieler steht seit Januar 2024 bei Arminia Bielefeld unter Vertrag.

## Karriere
Corboz wuchs in Green Brook Township in New Jersey auf. Er begann das Fußballspielen an der Pingry School in Basking Ridge. Von dort wechselte er an die New York Red Bulls Academy. In der Reserve des Klubs kam er 2012 zu seinen ersten Einsätzen im Profibereich. Im Jahr 2012 wechselte er an die Rutgers-Universität New York und spielte für die Scarlet Knights in der Big Ten Conference. Im Jahr 2014 wechselte er zu den Maryland Terrapins an die Universität Maryland. 2015 wechselte er zurück zu den New York Red Bulls. Im Frühjahr 2016 schloss er sich den Wilmington Hammerheads an. Sein erstes Spiel bestritt er beim 1:2-Sieg gegen die Reserve von Orlando City am 27. März 2016. Sein erstes Tor erzielte er beim 3:1-Sieg gegen die Reserve von Toronto FC. Insgesamt bestritt er 14 Spiele für Wilmington in der zweiten amerikanischen Liga.
Im Jahr 2016 wechselte er zum MSV Duisburg, kam dort aber lediglich im Niederrheinpokal zum Einsatz. Im Januar 2018 zog es ihn weiter zur SG Wattenscheid 09. Sein erstes Spiel bestritt er bei der 2:4-Niederlage gegen die Reservemannschaft von Borussia Dortmund. Sein erstes Tor in der Regionalliga West erzielte er am 15. September 2018 beim 4:2-Sieg gegen die Reservemannschaft von Fortuna Düsseldorf.
Im Juli 2019 wechselte er in die Niederlande und schloss sich den Go Ahead Eagles Deventer an. Sein erstes Spiel absolvierte er am 9. August 2019 beim 3:2-Sieg gegen den MVV Maastricht. Am 3. Spieltag der Saison erzielte er gegen die Reservemannschaft vom FC Utrecht sein erstes Tor. Im Januar 2021 wechselte er zum SC Verl in die dritte Liga. Am 12. Januar kam er zu seinem Pflichtspieldebüt gegen die SpVgg Unterhaching. Gegen die Reservemannschaft von Bayern München schoss er am 10. März 2021 sein erstes Tor in der dritten Liga. Zur Saison 2021/22 übernahm Corboz das Amt des Mannschaftskapitäns. Beim 3:2-Auswärtssieg der Verler am 6. Spieltag der Saison 2023/24 gegen den MSV Duisburg schoss Corboz alle drei Tore für den SC Verl.
Im Januar 2024 wechselte Corboz zum Liga- und Lokalrivalen Arminia Bielefeld. Nach dem Karriereende des langjährigen Kapitäns Fabian Klos wurde Corboz schließlich zur Saison 2024/25 neuer Kapitän der Arminen.

## Titel
Vereine
- Deutscher Drittligameister und Aufstieg in die 2. Bundesliga: 2025 (Arminia Bielefeld)
- Westfalenpokalsieger: 2024 (Arminia Bielefeld)
- Niederrheinpokalsieger: 2017 (MSV Duisburg)

Individuell
- Drittligaspieler der Saison: 2025

## Privates
Corboz, dessen Eltern aus Frankreich kommen, besitzt sowohl die US-amerikanische als auch die französische Staatsbürgerschaft. Corboz ist der Bruder von Daphne Corboz und Rachel Corboz, die beide in der französischen Frauenfußballliga spielen.
Als Corboz 2016 nach Duisburg wechselte, sprach er nach eigenen Angaben kein Wort Deutsch. Fünf Jahre später führte er Interviews „in nun perfektem Deutsch“.
Während seiner Zeit in Verl gründete Corboz das Unternehmen ElevenGreen, mit dem er Sportvereine zu den Themen Umweltschutz und Nachhaltigkeit berät. Beim SC Verl wurden zum Beispiel der Verzicht auf Plastikflaschen und die Ausgabe von Mehrwegbechern im Stadion umgesetzt.